# Waldemar Bolze
Waldemar Bolze (* 11. Januar 1886 in Buk, Posen; † 14. Dezember 1951 in Salzgitter) war ein deutscher Gewerkschafter, Journalist und sozialistischer Politiker.

## Leben

### In SPD, USPD
Der gelernte Tischler Bolze trat 1904 dem Deutschen Holzarbeiterverband bei, 1906 der SPD. Auf der Wanderschaft kam er nach Berlin, wurde dort Funktionär von Gewerkschaft und Partei. Aus Protest gegen die Burgfriedenspolitik verließ er 1914 die SPD. Er wurde als Soldat einberufen. 1917 trat er der USPD bei.

### In KPD, KPD(O)
1919 wurde er Mitglied der KPD und 1920 Redakteur der Roten Fahne. Waldemar Bolze war ab 1921 in der Gewerkschaftsabteilung der KPD-Zentrale tätig, dort arbeitete er eng mit Jacob Walcher zusammen. 1924 wurde er abgesetzt, er gehört zu den sog. Brandleristen, die sich jeder Gewerkschaftsspaltung widersetzen. Nach dem Scheitern der ersten ultralinken Welle in der KPD wurde er 1926 wieder in die Gewerkschaftsabteilung zurückgerufen. Durch die einsetzende Stalinisierung der KPD fand seine Tätigkeit in der Zentrale ein rasches Ende. Wegen seiner Ablehnung der Sozialfaschismusthese und vor allem des RGO-Kurses wurde er Anfang 1929 aus der KPD ausgeschlossen. W.Bolze gehörte zu den Gründern der KPD(O) und wurde Mitglied der KPD(O)-Reichsleitung. Seine journalistische Tätigkeit setzte er als Redakteur bei der „Arbeiterpolitik“ fort.

### Emigration, Verfolgung
Nach der „Machtübernahme“ durch die Nationalsozialisten, 1933, musste er sofort fliehen. Er emigrierte zuerst nach Frankreich und im November 1936 nach Spanien, wo er während des Spanischen Bürgerkriegs in einem Flugzeugwerk der Republikaner arbeitete. Er hielt enge politische Verbindung zur POUM. 1937 wurde er von der GPU bezichtigt, Faschist zu sein. Bolze wurde verhaftet und ein Jahr ohne Prozess und Urteil in Haft gehalten. Als Anfang 1939, zum Ende des spanischen Bürgerkriegs, die stalinistischen Gefängniswärter vor Francos Truppen flohen, konnte er über die Pyrenäen im Fußmarsch nach Frankreich zurückkehren. 1939 führte ihn seine Flucht nach Belgien und 1940 wieder zurück nach Frankreich. Dort wurde er erneut interniert, konnte aber erneut fliehen. Die Kriegszeit überlebt er in der Illegalität.

### Rückkehr
Anfang 1949 kehrt er nach Deutschland zurück, wo er als Modellschreiner in der Gießerei der Reichswerke Salzgitter Arbeit fand. W. Bolze wurde wieder politisch aktiv. Er engagierte sich in der Gruppe Arbeiterpolitik und in ihrer zentralen Leitung, nahm an ihren Reichskonferenzen teil und war auf zahlreichen Vortragsreisen unterwegs. Bolze engagierte sich besonders in den Kämpfen der Arbeiter gegen die Demontage der Fabrikanlagen in Salzgitter durch englische Truppen. Er starb am 14. Dezember 1951 in Salzgitter an Tuberkulose.
In seinem Buch "Der Weg der Gewerkschaften" beschreibt er die Geschichte der gewerkschaftlichen Entwicklung und setzt sich mit Karl Marx, Lenin und dem Reformismus der SPD auseinander. Er kritisiert Stalin und die RGO-Politik der KPD.

## Werke
- Der Weg der Gewerkschaften. Bremen 1971 (als PDF-File (14,3 MB) ; PDF; 14,3 MB)